# Lobelia chevalieri
Lobelia chevalieri là loài thực vật có hoa trong họ Hoa chuông. Loài này được Danguy mô tả khoa học đầu tiên năm 1929.